# Comté de Viipuri et Savonlinna

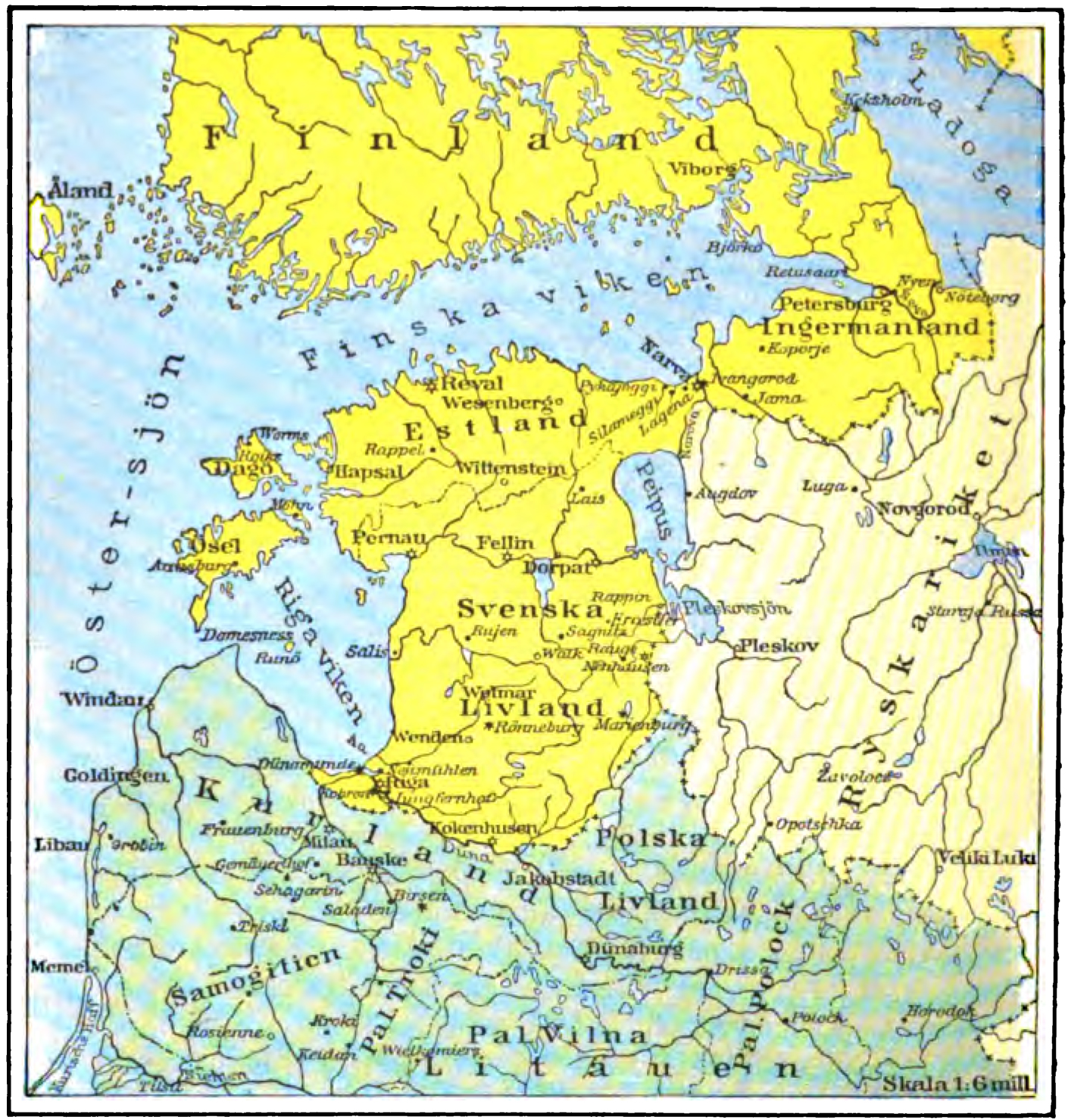
les provinces baltes de la Suède au XVIIe siècle

Le Comté de Viipuri et Savonlinna (suédois : Viborgs och Nyslotts län,en finnois : Viipurin ja Savonlinnan lääni) fut un Comté de l'Empire suédois de 1634 à 1721. 
Avant 1658 on le connaissait sous le nom de Comté de Carélie (en suédois : Karelens län, en finnois : Karjalan lääni). Son nom venait des châteaux de Viipuri (finnois : Viipuri) et de Savonlinna (en suédois : Nyslott (en finnois : Savonlinna), de nos jours ces châteaux sont dans les villes de Vyborg en Russie et de Savonlinna en Finlande.
Le Comté de Carélie est établi en 1634.
En 1641, Le Comté de Savonlinna (suédois : Nyslotts län, finnois : Savonlinnan lääni) forme une entité séparée. 
En 1658, les Comtés sont à nouveau réunis pour former le Comté de Viipuri et Savonlinna.

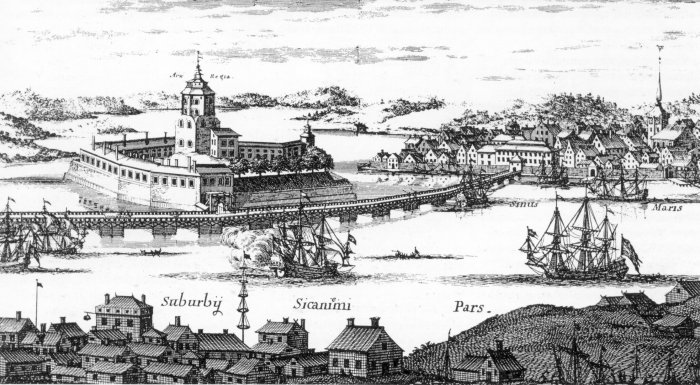
Le château de Viipuri.

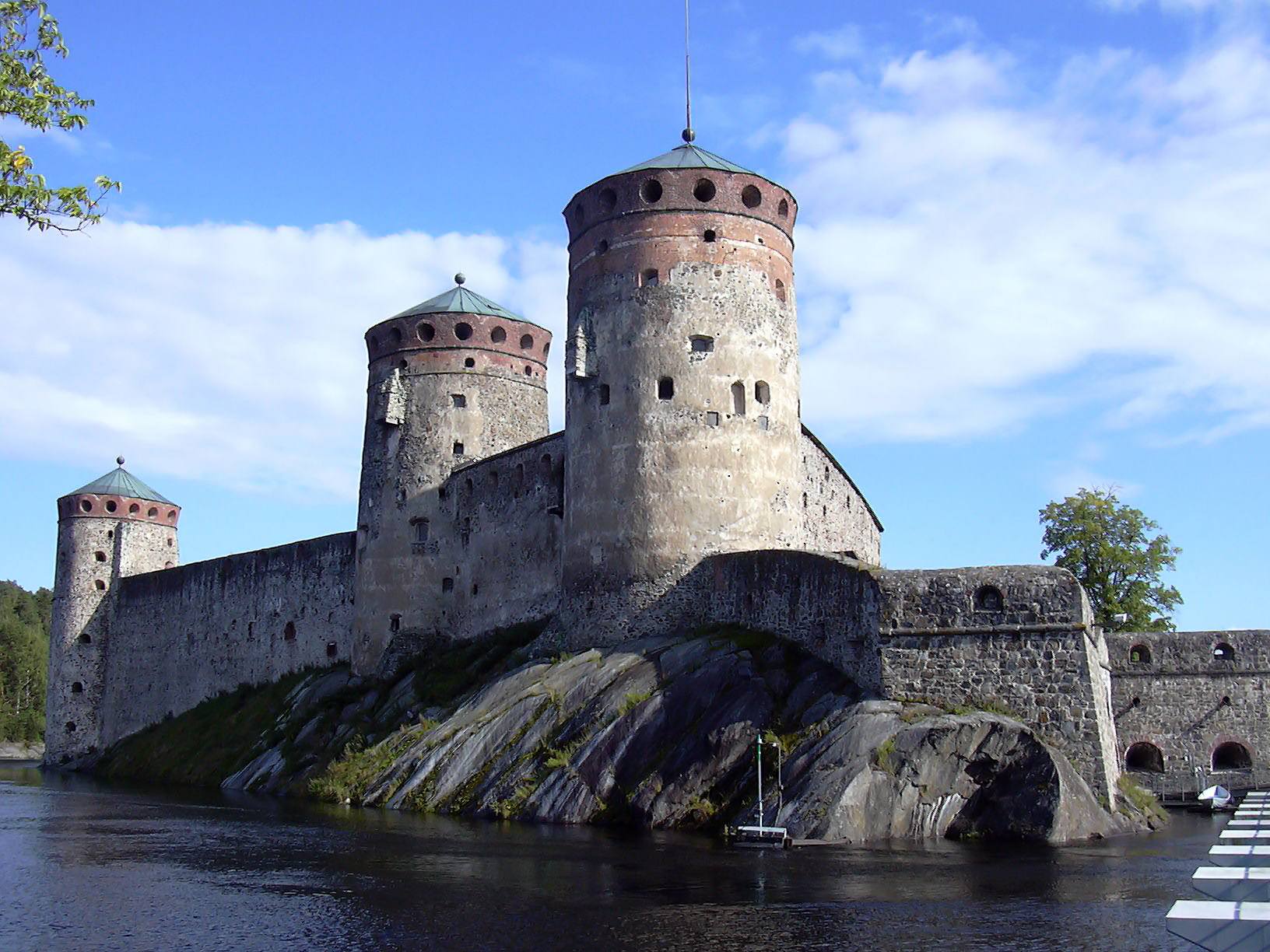
Le château Olavinlinna de Savonlinna.

En 1721, des parties méridionales sont cédées à la Russie à la suite de la Grande guerre du Nord, 
et les territoires restants forment le Comté de Savonlinna et de Kymenkartano (suédois : Savolax och Kymmenegårds län, finnois : Savonlinnan ja Kymenkartanon lääni), avec la partie résiduelle du Comté de Kexholm. 
En 1743, en conséquence de la Guerre russo-suédoise de 1741-1743, une partie supplémentaire est cédée à la Russie par le Traité d'Åbo. Cet ensemble de territoires cédés deviennent le Gouvernement de Vyborg, que l'on appelle aussi  l'Ancienne Finlande.
En 1809, après la victoire Russe de la Guerre de Finlande, le Royaume de Suède cède tous ses territoires finlandais à la Russie par le traité de Fredrikshamn, qui deviennent partie constituante du Grand Duché de Finlande. 
En 1812, la Russie déclare le Gouvernement de Vyborg part du nouveau Grand-duché de Finlande.
Après la Seconde Guerre mondiale, l'Union soviétique annexe des parties du territoire et le reste est appelé Province de Kymi. 
En 1997, la réforme territoriale l'incorpore à la Finlande méridionale jusqu'à la disparition en 2009 des Provinces de Finlande et la création des Régions de Finlande.